# Ensdorf (Bajorország)
Ensdorf település Németországban, azon belül Bajorországban. Lakosainak száma 2076 fő (2023. december 31.).

## Népesség
A település népessége az elmúlt években az alábbi módon változott:
| Lakosok száma | 698  | 1065 | 1886 | 1934 | 2194 | 2240 | 2202 | 2174 | 2052 | 2076 |
|               | 1875 | 1950 | 1975 | 1987 | 2012 | 2014 | 2016 | 2017 | 2021 | 2023 |